# Лук'янова Валерія Валеріївна
Валерія ВалеріївнаЛук'янова (прізвиська: Одеська Барбі, Аматує (англ. Amatue) та ін.; нар. 21 червня 1985, Тирасполь) — українська модель, що здобула популярність завдяки зовнішній схожості з лялькою Барбі.
У 2007 році Валерія стала володаркою титулу «Міс Діамантова корона України». У 2012 вона стала інтернет-сенсацією на Заході завдяки публікації про ній в «Джезебел» від 22 квітня, що дало поштовх лавиноподібному поширенню повідомлень про неї у Твіттері та ЗМІ. Її колекція кліпів на «YouTube» була переглянута десятки мільйонів разів, а сторінка у Фейсбуці зібрала понад 727 тис. «лайків». На запрошення американського журналу мод «Ві» вона приїжджала до Нью-Йорку для фотосесії та інтерв'ю.
У червні 2012 року Валерія з'явилася на каналі «Росія-1» в популярному ток-шоу «прямий Ефір з Михайлом Зеленським». А 16 березня 2013 Валерія брала участь у прямому ефірі програми «Сьогодні ввечері» на «Першому каналі», присвяченої падінню Челябінського метеорита.Валерія записує свої пісні та додає на сторінку ВКонтакті.
У липні 2013 року британський журнал «Vice» випустив невеликий фільм «Space Barbie», присвячений Валерії Лук'яновій.

## Зовнішність
Деякі вважають, що її зовнішність змінена за допомогою пластичної хірургії, а її фотографії відретушовані у фотошопі. Зокрема, порівняльний аналіз фотографій Валерії з обробкою у фотошопі і без обробки у фотошопі (старі фотографії Лук'янової та знімки папараці) був приведений в статті на сайті Viola.bz. Відомо, що деякі однокурсники та сусіди Валерії Лук'янової, знаючи її особисто, не впізнають дівчину на фотографіях з Інтернету. На думку кореспондентів газети «КП в Україні», це свідчить про те, що Валерія дійсно змінює свою зовнішність на фотографіях за допомогою фотошопу. Валерія Лук'янова в цілому заперечує зміну своєї зовнішності шляхом пластичної хірургії та обробки фотографій у фотошопі, заявляючи, що зробила лише одну операцію: збільшила груди на два розміри. Валерія заперечує, що вона видаляла ребра або робила будь-які операції на обличчі. Істотні відмінності у зовнішності, найбільш помітні при порівнянні старих та нових фотографій, Валерія пояснює підступами недоброзичливців; за її словами, недоброзичливці за допомогою фотошопу змінюють її зовнішність на старих фотографіях в гіршу сторону: підмальовують довгий ніс, розширюють талію та взагалі всіляко спотворюють. Аналогічні пояснення Валерія дає і з приводу фотографій папараці, або каже, що на цих фотографіях не вона, а її двійники. На думку пластичного хірурга, доктора медичних наук Олександра Тепляшина у Лук'янової, крім збільшення грудей, могла бути проведена ринопластика. На думку психолога Марії Чижової, Валерія Лук'янова, можливо, страждає гіпертрофованою формою нарцисизму в поєднанні з дисморфофобією.

## Світогляд
Сама Валерія стверджує, що є енергетичною істотою із Плеяд, втіленою в людському тілі. За її словами, вона проходила обряд із шаманами в Перу, де побачила себе шестиметровою істотою синього кольору з пластичним тілом, по якому рухаються мінливі візерунки, що ніколи не повторюються. Крім того, Валерія заявляє, що пам'ятає свої втілення в Атлантиді та Доколумбовій Америці як жерця. Стверджує, що деякі її попередні життя відносно відомі. Валерія активно готувалася до 21 грудня 2012 року, хоч і стверджувала, що катастрофи не буде, а почнеться Сатья-юга. Валерія вірить в «Абсолютну та Нескінченну Єдність і не належить ні до якої релігії».
Валерія Лук'янова виступає проти змішання рас; вона вважає, що расове змішання є «щось жахливе для природної краси», оскільки «призводить до виродження» і є причиною звернення жінок до пластичного хірурга.

## Особисте життя
За словами Валерії, у віці 14 років вона зробила спробу суїциду, випивши велику дозу димедролу через хлопчика. Валерія Лук'янова не приховує того, що в школі купувала оцінки з математики та деяких інших предметів, оскільки вважає ці предмети «марною тратою часу». В юності Валерія багато палила і у великій кількості пила міцні напої. За словами дівчини, вона багато років перебувала на сироїдінні, а зараз перебуває на рідкому харчуванні, потім планує перейти на харчування водою, а потім — на праноїдіння. Також Валерія Лук'янова 3 рази на тиждень ходить на тренування. За словами дівчини, її вага коливається від 42 до 45 кг, і вона хоче навчитися регулювати її силою думки.
Інтереси Валерії Лук'янової включають в себе подорожі світом, медитації та вивчення езотерики. За словами Валерії, вона практикує виходи в астральний світ. Валерія каже, що володіє мистецтвом подорожі в часі і просторі за допомогою позатілесних подорожей. Дівчина проводить семінари з позатілесних подорожей, на яких навчає людей взаємодіяти зі своєю внутрішньою суттю, розкривати приховані таланти, покидати своє фізичне тіло, подорожувати та повертатися назад із новими знаннями.
Валерія говорить, що щаслива в шлюбі зі своїм чоловіком Дмитром. Разом з ним вона подорожувала по Мексиці та Америці, була на Ельбрусі, Евересті і в Гімалаях. Також Валерія говорить, що вона не любить дітей і не уявляє себе в ролі матері. Валерія Лук'янова виступає проти «сімейного стилю життя», який вона вважає «найжахливішою річчю, яка може трапитися в житті людини».